# 2021 EN4
 (mars 2021).
2021 EN4 est un petit astéroïde Apollon ayant une orbite très excentrique.
Son paramètre de Tisserand relatif à Jupiter est de 2,6, ce qui le place de ce point de vue du côté des comètes, même s'il n'a cependant montré aucune activité.
Le 15 mars 2021, 2021 EN4 est passé à 70 749 ± 172 kilomètres de la Terre (18 % de la distance Terre-Lune). Ce passage rapproché a significativement affecté son orbite et l'a envoyé en résonance 2:1 avec Jupiter, c'est-à-dire dans la lacune d'Hécuba, une des lacunes de Kirkwood.